# Друга страна врата (филм из 2016)
Друга страна врата (енгл. The Other Side of the Door) је америчко-британски хорор филм режиран од стране Јоханеса Робертса, а за сценарио се био одговоран такође Робертс и Ернест Ријера. Глуме Сара Вејн Калис, Џереми Систо, Хавијер Боте и Софија Росински. Филм је пуштен у америчким и британским биоскопима 4. марта 2016, а од филма је зарађено 14 милиона долара са буџетом од 5 милиона долара.

## Радња
Након што је изгубила свог сина Оливера у несрећи у Индији у којој се Оливер утопио, Марија Харвуд се није опоравила од те трагедије. Током несреће, Марија је изабрала да спаси млађу ћерку, Луси, уместо Оливера јер се Оливерова нога заглавила и она није била у могућности да га спаси. Од тада па сваког дана њу прогања кривица јер није успела да га спаси. Једне ноћи, Маријин муж Мајкл налази Марију у бесвесном стању јер је покушала да се убије. У болници, Марију теши њена кућна помоћница по имену Пики. Пики је пита да ли жели још једну прилику да се поздрави од свог сина Оливера. Пики јој објашњава да је била у сличној ситуацији, када је изгубила своју ћерку која се такође утопила услед непажње жалосне Пики. Према Пикиним речима, у њеном родном месту има напуштени храм где је граница између света мртвих и света живих јако танка. Марија мора да поспе синовљеву урну по степеницама храма и да се закључа у њега. Оливер ће јој се обратити када падне мрак. Било како било, штагод да Оливер каже, Марија не сме да му отвори врата храма. Марија одлучује да то уради и брачни пар се одлучује на кремацију Оливеровог тела. Марија примећује неке непознате људе прекривене пепелом. Пики јој објашњава да су то шамани који се хране месом лешева и сипају пепео на себе како би оснажили везу између света мртвих и света живих.
Сутрадан Марија стиже у храм и прати Пикина упутства. Унутра налази мумифицирани леш једне жене. Мрак је пао и Оливер почиње да прича са Маријом, која му се извињава. Оливер почиње да је наговара да отвори врата али му она објашњава да не може да уради то. Када Оливер каже да мора да иде, Марија паничи и отвара врата јер жели још времена са њим, али не види никога. Враћа се кући следећи дан; сада када је то прошло своју пажњу усмерава на Мајкла и Луси али не говори Пики да је отворила врата. Чудне ствари почињу да се дешавају: клавир свира сам и Луси говори Марији да се Оливер вратио и да се крије од некога. Луси говори Марији да Мајкл не треба да зна за Оливеров повратак док Оливер не буде спреман за то. У Оливеровој соби, столица се помера ка њој заједно са "Књигом о џунгли", шта је Марија читала Оливеру пре него што је умро, али никад није прочитала до краја. Када схвата да Оливер жели да му прочита књигу до краја, она то и ради. Пики примећује да оближње биљке почињу да умиру и тада схвата да Марија није испоштовала њена упутства у храму.
Касније, убуђало Оливерово тело се појављује близу Луси. Марија налази крвави отисак зуба на свом рамену када је купала Луси. Иако је била за Оливеров повратак, сада каже Марији да више не жели Оливера. Она улази у Оливерову собу и каже му да не сме да повреди Луси. Оливер поново извлачи столицу и књигу и Марија одлучује да ће му читати књигу само да он не повреди Луси. Шаман се појављује у кући и прстом упире иза Марије; она тада види мумифицирано тело жене из храма које почиње да је јури. Сутрадан, побеснела Пики се обрачунава са Маријом и објашњава јој да, због тога што је урадила, Оливерова душа се не може правилно вратити тамо где припада и сада је постала зла. Открива јој да је та фигура коју она заправо виђа Мирту, стражара подземног света, који узима душе мртвих. Пики пожурује Марију да спали све Оливерово што има да би се његова душа опростила од света живих.
Док Пики покушава да спали све преостале Оливерове ствари, Оливер користи своје моћи да се преруши у Пикину мртву ћерку и намами је у језеро и успева да је утопи у њој. Након Пикине сахране, Мајкл долази кући и открива да је Марија завршила са спаљивањем свих Оливерових ствари. Бесан и у неверици, не верује Марији док она покушава да му објасни зашто ради то све. Луси пориче било какво знање о томе да се Оливер вратио и тиме ојачава Мајклово неповерење у Маријине речи. Тада Марија схвата да је Оливер запосео Луси. Мајкл сматра да Марија постаје ментално нестабилна и закључава је у собу.
Кућа почиње да се пуни шаманима; Луси убија њиховог златног ретривера Винстона ножем, а потом убада и Мајкла. Марија успева да разбије врата и запућује се у Оливерову собу где затиче шамане како изводе обреде над Лусиним телом. Пошто не могу да изваде духа из Луси, одлучују да је жртвују. Како год, Мајкл их зауставља а Марија говори Оливеру како треба да иде. Оливер каже да је уплашен, али Марија говори да ће она ићи с њим. Оливеров дух излази из Лусиног тела и улази у Маријино. Даје нож шаману и говори му да узму њу а не Луси. Он то и чини убадајући је. Она пада и буди се сама у соби. Појављује се Мирту и одводи Марију у загробни живот.
Марија се буди и на кратко верује у то да је жива. Чује Мајклов глас како је дозива. Она види степенице храма и схвата да Мајкл покушава да учини исти ритуал да би вратио Марију као што је она вратила Оливра. Марија му кроз врисак говори да не отвара врата и терор се понавља.

## Улоге
| Глумац          | Улога         |
| --------------- | ------------- |
| Сара Вејн Калис | Марија Харвуд |
| Џереми Систо    | Мајкл Харвуд  |
| Софија Росински | Луси Харвуд   |
| Логан Серан     | Оливер Харвуд |
| Џекс Малком     | глас Оливера  |
| Сучитра Пилаи   | Пики          |
| Хавијер Боте    | Мирту         |

## Објављивање филма
Планирано је да филм буде пуштен у биоскопе 26. фебруара 2016. Међутим, датум пуштања филма у биоскопе је померен на 11. март исте године, а затим враћен на 4. март 2016. Тог дана је пуштен на 546 локација где је зарадио 1,2 милиона долара. У Сједињеним Америчким Државама филм је зарадио око 3,000,000 долара, а такође је био успешан и ван САД што је утицало на то да филм заради одличних 14,332,467 долара. У Француској је филм био 4. најгледанији и зарадио је1,850,000 долара.

## Критике
На веб-страници за сакупљање критика филмова Rotten Tomatoes филм је препоручен за гледање свега 35%, са просечном оценом од 4,62/10. Критичари кажу следеће: „Прича са уобичајеним страшним сценама и јефтиним стереотипима. "Друга страна врата" протраћио је солидно одрађен посао Саре Вејн Калис на хорор филм осредњег квалитета.” На страници Metacritic филм је достигао проценат од 41% захваљујући рецензијама 10 критичара.